# Li Fang-Kuei
Li Fang-kuei (李方桂) (en pinyin Li Fanggui), (Cantón, 20 de agosto de 1902 - † California, 21 de agosto de 1987), lingüista chino radicado en los Estados Unidos.

## Carrera
Tras entrar en 1921 en la universidad Qinghua de Pekín, donde estudió medicina, Li Fang-kuei marchó a estudiar a los Estados Unidos en 1924, en la Universidad de Chicago, donde eligió estudiar lingüística. Fue el primer chino que estudió lingüística en el extranjero.
Bajo la dirección de Edward Sapir, presentó su tesis en 1930 sobre el chippewa, una lengua atabasca. En lo sucesivo sus trabajos giraron sobre tres ejes: la fonología y la filología del tibetano antiguo, la descripción y el estudio comparado de las lenguas dong-tai y la reconstrucción del chino arcaico.
Efectuó un trabajo exploratorio sobre las lenguas kam-sui (especialmente sobre el mak 莫语) y las lenguas tai del centro y norte, en particular el dialecto de Longzhou 龙州 y de Boai 剥隘. Es el fundador de la lingüística comparada de este grupo de lenguas.

## Obras
- Li Fang-Kuei (1933). "Certain Phonetic Influences of the Tibetan Prefixes upon the Root Initials". Bulletin of the Institute of History and Philology 6.2: 135–157.
- Li Fang-Kuei (1956a). "The Inscriptions of the Sino-Tibetan Treaty of 821-822". T'oung p'ao 44: 1–99.
- Li Fang-Kuei (1956b). "Ma Zhongying kao" 馬重英考 (On Ma Chung-Ying). 國立台灣大學文史哲學學報  Guoli Taiwan daxue wenshi zhexue xuebao (Bulletin of the College of Liberal Arts, National Taiwan University) 7: 1–8.
- Li, Fang-Kuei (1971), 《上古音研究》 The Tsing Hua Journal of Chinese Studies IX(1,2): 1–61, translated by Gilbert L. Mattos (1974–75) as "Studies on Archaic Chinese", Monumenta Serica 31: 219–287.
- Li, Fang-Kuei (1972), "Language and Dialects in China". Free China Review XXII, No. 5.
- Li Fang-Kuei (1979) "The Chinese Transcription of Tibetan Consonant Clusters". Bulletin of the Institute of History and Philology Academia Sinica 50: 231–240.
- Li Fang-Kuei (1980) "A Problem in the Sino-Tibetan Treaty Inscription". Acta Orientalia Hungaricae 34: 121–124.
- Li Fang-kuei and Weldon South Coblin (1987).  A study of the old Tibetan inscriptions. (Special publications 91.) Taipéi: Academia Sinica.